# Corporación Financiera Alba
Corporación Financiera Alba es una sociedad tenedora española fundada en 1986. Cotizó en el Mercado Continuo de las bolsas de valores españolas hasta el 8 de mayo de 2025, fecha en la que fue excluida de negociación al ser aceptada una OPA formulada por la propia Alba y la familia March.
La sociedad forma parte del Grupo March, uno de los principales grupos privados empresariales y financieros españoles de capital familiar en el que, adicionalmente, se integran Banca March y la Fundación Juan March.
A 31 de diciembre de 2023, el valor neto de los activos de Corporación Financiera Alba ascendía a 5797 millones de euros.

## Historia
Corporación Financiera Alba tiene sus orígenes en Cementos Alba, una compañía cementera española controlada por el Grupo March y cuyos inicios en el ámbito de la fabricación de cemento se remontan a los años 50 del siglo XX. En 1986, Hornos Ibéricos, también cementera y cuyo socio mayoritario era el grupo Holderbank (actual Holcim Ltd), adquirió sus fábricas de cemento y sus sociedades filiales hormigoneras. 
Como consecuencia de la venta de dichos activos industriales, Cementos Alba sustituyó su denominación social por la de Corporación Financiera Alba y utilizó los ingresos procedentes de la desinversión para convertirse en un holding financiero con una cartera diversificada de participaciones en sociedades industriales y de servicios. 
Algunas de las inversiones más representativas de Corporación Financiera Alba, excluyendo las actuales, han sido:
- Airtel, posteriormente Vodafone.
- Banco Urquijo.
- Carrefour.
- Cerveza San Miguel.
- Ginés Navarro, posteriormente ACS.
- Grupo Uralita.
- Hipermercados Pryca.
- Media Planning Group, posteriormente Havas.
- Simago.
- Sogecable.

## Áreas de inversión
De acuerdo con sus estatutos, las inversiones que puede realizar Corporación Financiera Alba no están restringidas ni por ámbito geográfico, ni por sector ni por tipo de activo financiero. Actualmente, sus inversiones pueden englobarse en tres categorías:
| Área de inversión                          | % sobre activos de Alba (a 31/12/2019) |
| ------------------------------------------ | -------------------------------------- |
| Participaciones en empresas cotizadas      | 59%                                    |
| Capital desarrollo (empresas no cotizadas) | 34%                                    |
| Activos inmobiliarios                      | 7%                                     |

### Participaciones en empresas cotizadas
Las empresas en la Corporación Financiera Alba son compañías españolas con una parte sustancial de sus ingresos provenientes de sus actividades internacionales. Sus participaciones son siempre minoritarias pero lo suficientemente significativas como para tener acceso a los órganos de gestión de las compañías en las que invierte. 
Empresas cotizadas en cuyo accionariado se encuentra Corporación Financiera Alba (a 31/12/2024):
| Sociedad                     | Participación |
| ---------------------------- | ------------- |
| Global Dominion Access, S.A. | 5,6%          |
| CIE Automotive, S.A.         | 13,7%         |
| Viscofan, S.A.               | 14,3%         |
| Ebro Foods, S.A.             | 14,5%         |
| Acerinox, S.A.               | 19,3%         |
| Naturgy Energy Group, S.A.   | 5,4%          |
| Befesa                       | 10,0%         |
| Technoprobe                  | 5,9%          |
| Inmobiliaria Colonial        | 5,0%          |

### Capital desarrollo(empresas no cotizadas)
Las inversiones en sociedades no cotizadas se realizan principalmente de manera directa, aunque Alba también cuenta con diversas inversiones, de menor tamaño, a través de su participación en los vehículos de capital riesgo gestionados por Artá Capital —gestora independiente desde 2023, cuando Alba vendió la totalidad de su participación al equipo directivo de aquella— y en fondos gestionados por Banca March.
La cartera de inversiones directas se compone, a fecha de 31 de diciembre de 2024, de:
| Sociedad                                   | Participación |
| ------------------------------------------ | ------------- |
| Verisure                                   | 6,3%          |
| Atlantic Aviation                          | 10,5%         |
| ERM Worldwide Group Limited                | 13,7%         |
| Parques Reunidos Servicios Centrales, S.A. | 25,0%         |

### Activos inmobiliarios
Las inversiones inmobiliarias de Corporación Financiera Alba consisten fundamentalmente en edificios de oficinas localizados en zonas destacadas del centro o la periferia de Madrid y Barcelona cuya superficie total supera los 80 000 m².
La Compañía centra su actividad en la explotación, en régimen de alquiler, de sus propios inmuebles.

## Accionistas significativos
| Accionista                          | % Participación |
| ----------------------------------- | --------------- |
| Banca March                         | 15,022%         |
| Juan March Delgado                  | 18,726%         |
| Gloria March Delgado                | 3,700%          |
| Catalina March Juan                 | 4,270%          |
| Juan March de la Lastra (consejero) | 7,084%          |
| Carlos March Delgado (consejero)    | 19,25%          |
| Juan March Juan (consejero)         | 4,454%          |

Fuente: CNMV (enero 2020)

## Consejo de Administración
| Cargo                  | Nombre del Consejero                    |
| ---------------------- | --------------------------------------- |
| Presidente             | Carlos March Delgado                    |
| Vicepresidente primero | Juan March de la Lastra                 |
| Vicepresidente segundo | Juan March Juan                         |
| Consejero delegado     | Santos Martínez-Conde Gutiérrez-Barquín |
| Consejero coordinador  | José Domingo de Ampuero y Osma          |
| Consejero              | Ramón Carné Casas                       |
| Consejera              | María Eugenia Girón Dávila              |
| Consejera              | María Luisa Guibert Ucín                |
| Consejera              | Ana María Plaza Arregui                 |
| Consejera              | Claudia Pickholz                        |
| Consejero              | Antón Pradera Jáuregui                  |
| Secretario Consejero   | José Ramón del Caño Palop               |